# Semantic Scholar
Semantic Scholar é um mecanismo de busca de publicações acadêmicas por inteligência artificial desenvolvido pelo Allen Institute for Artificial Intelligence e lançado publicamente em novembro de 2015. Ele usa avanços recentes no processamento de linguagem natural para fornecer resumos de artigos acadêmicos.